# Banchette
Banchette is een gemeente in de Italiaanse provincie Turijn (regio Piëmont) en telt 3440 inwoners (31-12-2004). De oppervlakte bedraagt 2,2 km², de bevolkingsdichtheid is 1564 inwoners per km².

## Demografie
Banchette telt ongeveer 1644 huishoudens. Het aantal inwoners daalde in de periode 1991-2001 met 9,4% volgens cijfers uit de tienjaarlijkse volkstellingen van ISTAT.
| Jaar | Inwoneraantal |
| ---- | ------------- |
| 1991 | 3784          |
| 2001 | 3427          |

## Geografie
Banchette grenst aan de volgende gemeenten: Ivrea, Fiorano Canavese, Salerano Canavese, Samone, Pavone Canavese.

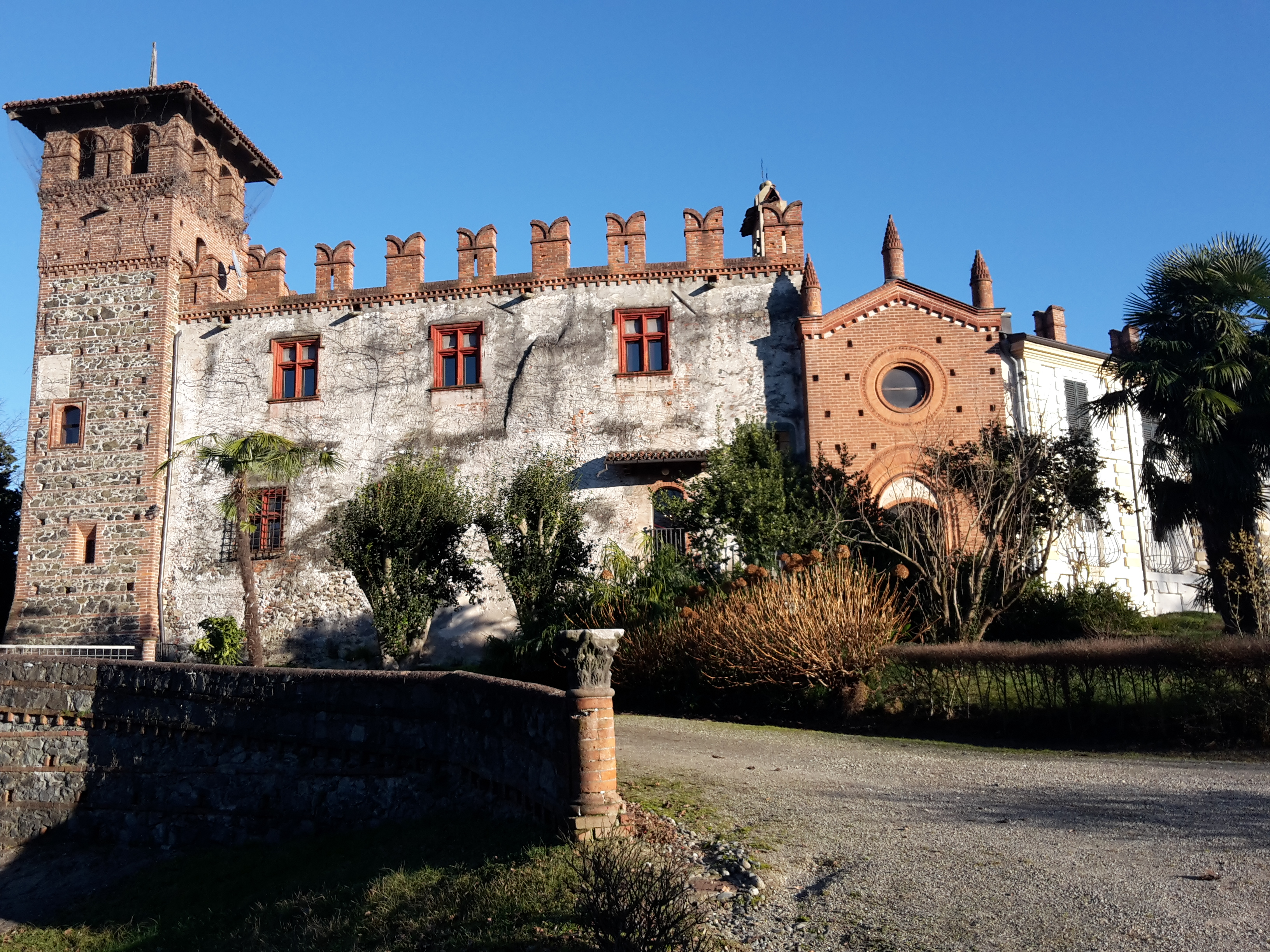
Kasteel

1. ↑  https://demo.istat.it/?l=it.